# Adnan Januzaj
Adnan Januzaj (Brussel, 5 februari 1995) is een Belgisch-Kosovaars voetballer die doorgaans als flankaanvaller speelt. Hij tekende in augustus 2022 een contract tot medio 2026 bij Sevilla. Hij kwam transfervrij over van Real Sociedad. Januzaj debuteerde in 2014 in het Belgisch voetbalelftal.

## Clubcarrière

### FC Brussels & RSC Anderlecht
Januzaj werd in 2001 opgenomen in de jeugdopleiding van FC Brussels. Hij werd ontdekt door jeugdcoördinator Jean-Paul Pira. Bij Brussels zetten ze hem meteen een leeftijdscategorie hoger. Bij de preminiemen arriveerde hij met de reputatie van goalgetter. Januzaj wordt gegarandeerd een spits, maar later werd hij op de nummer 10 geposteerd.
RSC Anderlecht merkte het talent snel op. In 2005 stapte hij op tienjarige leeftijd over naar paars-wit. Januzaj wordt meteen de nummer tien en zal altijd een jaar hoger spelen. Op elk toernooi waar RSC Anderlecht aan deel neemt wordt Januzaj tot beste speler uitgeroepen. Volgens Emilio Ferrera, toen coach van de U15 van RSCA, deed Januzaj hem denken aan de jonge Johan Cruijff.
Alex Ferguson, destijds coach van Manchester United, liet daar zijn oog vallen op de Belg. In 2011, op zestienjarige leeftijd, ruilde Januzaj paars-wit in voor Manchester United, tot grote ergernis van manager Herman Van Holsbeeck. RSC Anderlecht heeft in principe recht op een opleidingsvergoeding van 345.000 euro. Man U wil echter het dubbele betalen en biedt paars-wit ongeveer 700.000 euro. Ook Brussels kreeg een opleidingsvergoeding.

### Manchester United
Januzaj verhuisde met zijn familie naar Engeland en had aanvankelijk moeite om te integreren wegens de taalbarrière. In het seizoen 2012/13 werd hij uitgeroepen tot de beste speler van de U21 van dat jaar (Reserve Team Player of the Year). Een andere Belg Marnick Vermijl eindigde op de tweede plaats. Nicky Butt, zijn coach bij de reserven verklaarde “Ik denk niet dat ik ooit een betere speler dan Januzaj gezien heb sinds Ryan Giggs”. Sporadisch mocht hij ook al eens op de bank plaatsnemen bij het eerste elftal onder leiding van Sir Alex Ferguson. Januzaj werd het rugnummer 44 toegewezen.
Tijdens de voorbereiding op het seizoen 2013/14 mocht Adnan Januzaj geregeld meespelen met het eerste elftal onder de vleugels van coach David Moyes. Op 11 augustus 2013 debuteerde Januzaj in het eerste team van Manchester United in een wedstrijd om de Community Shield, tegen Wigan Athletic. United won de wedstrijd met 2-0. Januzaj viel na 83 minuten in voor Robin van Persie. Op 14 september 2013 debuteerde hij op Old Trafford in de Premier League, als invaller tegen Crystal Palace. Ook Marouane Fellaini debuteerde in deze wedstrijd voor United. Nog geen twee maanden na zijn debuut, op 5 oktober 2013, mocht hij voor het eerst in de basis starten tegen Sunderland. Manchester United kwam na vijf minuten met 1-0 achter, maar won het duel met 1-2 dankzij twee doelpunten van Januzaj. Op 10 december 2013 debuteerde hij in de Champions League tegen het Oekraïense Sjachtar Donetsk. Man United won de wedstrijd met 1-0 na een doelpunt van Phil Jones. Januzaj deed 90 minuten mee.
Adnan Januzaj werd in mei 2014 door de supporters van Manchester United voor de derde keer uitgeroepen tot "Speler van de Maand". Eerder kreeg hij deze trofee ook voor oktober en januari. Alleen clubicoon Wayne Rooney won de prijs dat seizoen evenveel keer. Juan Mata werd twee keer verkozen tot "Speler van de Maand", Van Persie en De Gea elk één keer.
In het seizoen 2014/15 nam hij het legendarische rugnummer 11 over van de gestopte clublegende Ryan Giggs. Het nummer was 20 jaar in zijn bezit geweest. Lang werd gedacht dat het nummer 11 uit respect voor Giggs niet zou worden toegekend, maar het was Giggs zelf die vond dat een beloftevolle speler het moest gaan dragen. De nieuwe trainer Louis Van Gaal leek grote plannen te hebben met de jonge flankspeler, maar het talent kreeg een terugval. Hij speelde 21 wedstrijden voor United, waarin hij niet tot scoren kwam.
Bij aanvang van het seizoen 2015/16 stond Januzaj op 14 augustus 2015 verrassend in basis tegen Aston Villa. Hij bedankte met een doelpunt, goed voor een 0-1 zege. Adnan Januzaj wist voor het eerst sinds 11 februari 2015 nog eens een basisplaats te versieren.

#### Verhuur aan Borussia Dortmund
Manchester United verhuurde Januzaj op 31 augustus 2015 voor één seizoen aan Borussia Dortmund, om er ervaring en vooral meer speelminuten op te doen. Op Old Trafford was hij voor de start van dit seizoen immers niet zeker van een basisplaats. Een grote gok, zo bleek, want de concurrentie bij de Duisters is moordend. Dat mag Januzaj nu aan de levende lijve ondervinden. Na drie maanden in het Signal Iduna Park kon Januzaj maar drie basisplaatsen veroveren, beiden in de Europa League. Zijn langste Bundesliga-beurt bedraagt 37 minuten, in de 5-1 tegen Bayern. Bij Dortmund kon Januzaj geen basisplaats afdwingen, waarna hij in januari 2016 vroegtijdig terugkeerde naar Manchester United. Hij kwam slechts 648 minuten in actie, omdat hij tegen nog straffere concurrentie moest opboksen als op Old Trafford. Bij Borussia mocht hij 12 keer mee spelen. Hij kwam er niet tot scoren.

#### Terugkeer naar Manchester United
Coach Louis van Gaal heeft nood aan een creatieve injectie en wil de Rode Duivel een nieuwe kans geven. De uitleenbeurt van de Belgische winger aan Borussia Dortmund werd na onderling akkoord tussen beiden clubs met onmiddellijke ingang vroegtijdig stopgezet. Zo wordt hij voor het tweede deel van het seizoen 2015/16 terug gehaald naar United. Echter Januzaj komt met slechts drie korte invalbeurten in de Premier League amper aan spelen toe onder de Nederlandse coach.
Uiteindelijk kwam Januzaj in 4 seizoenen 63 keer in actie voor de Mancunians. Hij scoorde hierin vijf keer en gaf zes assists.

#### Verhuur aan Sunderland
In het seizoen 2016/17, op 12 augustus 2016 werd Januzaj verhuurd aan Sunderland, waar hij weer verenigd zou worden met voormalig Manchester United manager David Moyes, die hem destijds lanceerde. De wispelturige groeibriljant van Manchester United moet bij ‘The Black Cats’ proberen om zijn nog jonge, maar toch al ietwat ontspoorde carrière op de rails te krijgen. Hij debuteerde op 24 augustus 2016 op het veld van Manchester City, maar kon een nipte 2-1 nederlaag niet vermijden. Tegen derdeklasser Shrewsbury Town in de League Cup scoorde de Manchester United huurling zijn eerste doelpunt. Uiteindelijk speelde hij 29 wedstrijden waarin hij 2 maal wist te scoren voor Sunderland.

### Real Sociedad
José Mourinho nam Januzaj niet mee op Amerikaanse tour. De Belg verliest ook zijn rugnummer elf aan Anthony Martial, die op zijn beurt nummer negen doorgeeft aan Zlatan Ibrahimovic. De Belg wist dus wat hem te doen stond: een andere club zoeken. Hij ging ook zijn laatste contractjaar in. Januzaj hoefde niet te wanhopen. Lyon, Marseille, Monaco en PSG hadden eerder al hun interesse laten blijken. Real Sociedad, een seizoen eerder zesde in La Liga, bood echter een oplossing. Ze waren bereid om de vraagprijs, zo'n €11.000.000 te betalen. Hij tekende er een contract voor vijf jaar. Manchester United had in het contract een terugkoopclausule bedongen. Hij kreeg er het rugnummer acht.
Op 10 september 2017 maakte hij als invaller zijn debuut voor Sociedad in de met 2-4 gewonnen wedstrijd tegen Deportivo La Coruña. Op 5 november 2017 maakte hij zijn eerste goal in een thuiswedstrijd tegen Eibar. Hij was in het seizoen 2017/18 hoofdzakelijk basisspeler bij Sociedad. Het eerste seizoen was Januzaj goed voor vier doelpunten in 35 wedstrijden voor de ploeg uit San Sebastian.
Het seizoen 2018/19 begon niet goed voor Januzaj. Een hardnekkige knieblessure hield hem lang aan de kant. Hij maakte zijn wederoptreden na drie maanden, op 27 oktober 2018 tegen Atlético Madrid. Hij mocht negen minuten invallen. Vanaf dan was hij weer vaak basisspeler. In zijn derde optreden tegen Levante en vierde optreden tegen Celta de Vigo was hij telkens goed voor een assist. Zijn goede prestaties waren ook de supporters van Sociedad niet ontgaan. Hij werd door zijn Spaanse club verkozen tot speler van de maand november. Hij werd ook genomineerd tot "Speler van de Maand" in La Liga. Zijn eerste doelpunt in de Primera Division maakte hij tegen Levante op 15 maart 2019. Het einde van het seizoen ging de mist in, opnieuw door knieklachten. In zijn tweede seizoen speelde hij mede door blessures maar in 24 wedstrijden. Hierin wist hij twee keer te scoren en gaf hij vier assists.
Na 38 speeldagen in la Liga, in het seizoen 2019/20, en na het heroïsche parcours van Real Sociedad in de Spaanse beker telt Adnan Januzaj slechts 36 procent speeltijd, zijn zwakste gemiddelde sinds zijn komst naar het Baskenland. In de eerste seizoenshelft is zijn speeltijd mager. Maar sinds het einde van de lockdown is de Belg veruit de beste speler van Real Sociedad. Zijn machtsgreep op het aanvallende spel van de ploeg viel samen met het vormverlies van Martin Odegaard die de man van het seizoen was. Naarmate het seizoen vorderde, kreeg hij meer speelgelegenheid en kwamen ook de goals: vier in de laatste 591 minuten van het seizoen. Maar alles welbeschouwd blijft het seizoen van Januzaj teleurstellend. Zeven keer (4 goals en 3 assists) was hij beslissend. Met 10,87 dribbels per 90 minuten is hij de kampioen van Spanje op dat onderdeel en is hij de enige die Lionel Messi in de ogen kan kijken. Hij kwam dit seizoen 27 keer in actie in de competitie en was daarin goed voor vier goals en evenveel assists. In totaal was hij goed voor 36 wedstrijden.
In het seizoen 2020/21 won Januzaj met Real Sociedad de Spaanse Copa del Rey (Editie 2020) tegen Athletic Bilbao. In een finale waarin voor het eerst twee Baskische ploegen tegenover elkaar stonden trok het team van Adnan Januzaj, die de hele wedstrijd op de bank zat, uiteindelijk aan het langste eind na een strafschopgoal van Oyarzabal. Voor Januzaj was dit zijn eerste prijs in Spaanse loondienst. Januzaj was dat seizoen goed voor 33 wedstrijden waarin hij drie keer beslissend was. In totaal speelde hij 44 wedstrijden en scoorde hij vijf goals.
Na vijf seizoenen in Baskische loondienst verliet de winger Real Sociedad. Januzaj ging niet in op de voorstellen van Real Sociedad om zijn aflopend contract te verlengen. In 167 wedstrijden was hij goed voor 23 doelpunten en 21 assists.

### Sevilla FC
Eind augustus 2022 tekende Januzaj een contract tot medio 2026 bij Sevilla dat hem transfervrij kon binnenlijven. Hij trainde eerder al twee maanden op zijn eentje. Hierdoor verlengde hij zijn verblijf in La Liga. Hij werd er binnengehaald als vervanger voor de Argentijn Lucas Ocampos die op zijn beurt naar Ajax vertrok. Hij kan ook de zwaar geblesseerde Mexicaan Tecatito Corona helpen opvangen. Uit de Premier League was er ook interesse van Everton en West Ham United.
Januzaj debuteerde op 6 september 2022 in de Champions League tegen Manchester City. Hij mocht twaalf minuten voor tijd invallen voor Isco. De wedstrijd werd met 0-4 verloren. Bij Sevilla komt hij in de eerste seizoenshelft verrassend genoeg amper in het stuk voor. Hij kwam slechts zes keer in actie: twee keer in La Liga, één keer in de Copa del Rey en drie keer in de Champions League. Hierin kwam hij niet tot scoren. Hij verzamelde amper 46 competitieminuten.

#### Verhuur aan Istanbul Başakşehir FK
Op zoek naar speelminuten belandde Adnan Januzaj net voor het sluiten van de wintermercato in Istanboel. Eerder was er interesse van Valencia, PSV en Al-Sadd. Bij Başakşehir wou hij zijn loopbaan een nieuw elan geven nadat hij bij Sevilla amper van de bank kwam. Hij werd tot het einde van het seizen gehuurd zonder aankoopoptie. Bij Basaksehir werd hij ploegmaat met de Belgische Algerijn Ahmed Touba en de voormalige Anderlecht-spelers Lucas Biglia en Stefano Okaka.
De competitie in Turkije lag door de zware aardbevingen in het land stil tot eind februari. Mede daardoor debuteerde Januzaj pas op 3 maart voor zijn nieuwe club. Het werd een debuut in mineur. Op bezoek bij Alanyaspor verloor Basaksehir met 1-0. In de kwartfinale Conference League tegen AA Gent scoorde Januzaj in minuut 89 de eerredder in de met 1-4 verloren wedstrijd. Het was zijn eerste doelpunt in Turkse loondienst. Op 24 april toonde Januzaj zich voor het eerst in de Turkse competitie door tegen Giresunspor door meteen twee keer te scoren. Hij was ook nog goed voor een assist in de met 2-4 gewonnen wedstrijd. In de met 2-0 verloren bekerfinale tegen Fenerbahçe viel hij in. In elf competitiewedstrijden was Januzaj goed voor 2 doelpunten en drie assists. In alle competities samen kwam hij 17 keer in actie, goed voor drie doelpunten.

## Clubstatistieken
| Seizoen | Club                | Land               | Competitie       | Competitie | Competitie | Beker | Beker | Internationaal | Internationaal | Totaal | Totaal |
| Seizoen | Club                | Land               | Competitie       | Wed.       | Dlp.       | Wed.  | Dlp.  | Wed.           | Dlp.           | Wed.   | Dlp.   |
| ------- | ------------------- | ------------------ | ---------------- | ---------- | ---------- | ----- | ----- | -------------- | -------------- | ------ | ------ |
| 2013/14 | Manchester United   | Vlag van Engeland  | Premier League   | 27         | 4          | 5     | 0     | 2              | 0              | 34     | 4      |
| 2014/15 | Manchester United   | Vlag van Engeland  | Premier League   | 18         | 0          | 3     | 0     | —              | —              | 21     | 0      |
| 2015/16 | Manchester United   | Vlag van Engeland  | Premier League   | 2          | 0          | 0     | 0     | 2              | 0              | 4      | 0      |
| 2015/16 | → Borussia Dortmund | Vlag van Duitsland | Bundesliga       | 6          | 0          | 1     | 0     | 5              | 0              | 12     | 0      |
| 2015/16 | Manchester United   | Vlag van Engeland  | Premier League   | 3          | 0          | 0     | 0     | 0              | 0              | 3      | 0      |
| 2016/17 | → Sunderland AFC    | Vlag van Engeland  | Premier League   | 25         | 0          | 3     | 1     | —              | —              | 28     | 1      |
| 2017/18 | Real Sociedad       | Vlag van Spanje    | Primera División | 28         | 3          | 1     | 0     | 6              | 1              | 35     | 4      |
| 2018/19 | Real Sociedad       | Vlag van Spanje    | Primera División | 20         | 1          | 4     | 1     | —              | —              | 24     | 2      |
| 2019/20 | Real Sociedad       | Vlag van Spanje    | Primera División | 24         | 3          | 5     | 4     | —              | —              | 29     | 7      |
| 2020/21 | Real Sociedad       | Vlag van Spanje    | Primera División | 27         | 4          | 1     | 0     | 7              | 0              | 35     | 4      |
| 2021/22 | Real Sociedad       | Vlag van Spanje    | Primera División | 18         | 1          | 1     | 0     | 6              | 1              | 25     | 2      |
| 2022/23 | Sevilla             | Vlag van Spanje    | Primera División | 0          | 0          | 0     | 0     | 0              | 0              | 0      | 0      |
| Totaal  | Totaal              | Totaal             | Totaal           | 198        | 16         | 24    | 6     | 28             | 2              | 250    | 24     |

## Interlandcarrière
Januzaj kwam door zijn afkomst in aanmerking voor verschillende nationale ploegen: België, Bosnië en Herzegovina en Turkije. Ook Kosovo was – als het door de FIFA erkend werd als voetballand – een optie. Zijn vader vond dat hij pas een keuze mocht maken, zodra hij bij een grote club een vaste waarde zou zijn.  In oktober 2013 raakte bekend dat Januzaj vanaf 2015 ook voor Engeland zou kunnen kiezen. Volgens de pers zou dat de reden zijn waarom Januzaj zijn definitieve keuze steeds uitstelde. Op 23 april 2014 maakte hij echter bekend beschikbaar te zijn voor de Belgische nationale ploeg. Hij zei dat hij wilde spelen voor België omdat hij daar geboren was en daar gestudeerd had.
Op 13 mei 2014 maakte bondscoach Marc Wilmots bekend dat hij is opgenomen in de selectie voor het wereldkampioenschap voetbal 2014 in Brazilië. Op 26 mei maakte hij in een oefenwedstrijd tegen Luxemburg zijn debuut voor de Rode Duivels. Hij mocht na de rust invallen. De FIFA erkende deze interland niet als A-interland, omdat België te veel wisselde tijdens de wedstrijd. Januzaj kwam hierdoor dus weer op 0 interlands te staan. Op 7 juni 2014 maakte hij dan toch zijn officieel debuut voor de Rode Duivels. Hij mocht toen tegen Tunesië na 74 minuten invallen voor Eden Hazard.
Op het WK 2014 mocht hij in derde groepswedstrijd, tegen Zuid-Korea, de eerste 60 minuten meespelen. Het was zijn eerste duel met inzet voor de Rode Duivels.
Op het WK 2018 mocht hij in derde groepswedstrijd, tegen Engeland, 90 minuten meespelen. In die wedstrijd scoorde hij zijn eerste doelpunt voor de Rode Duivels.
| Interlands van Adnan Januzaj voor België | Interlands van Adnan Januzaj voor België | Interlands van Adnan Januzaj voor België | Interlands van Adnan Januzaj voor België | Interlands van Adnan Januzaj voor België | Interlands van Adnan Januzaj voor België |
| №                                        | Datum                                    | Wedstrijd                                | Uitslag                                  | Competitie                               | Goals                                    |
| Als speler van Manchester United         | Als speler van Manchester United         | Als speler van Manchester United         | Als speler van Manchester United         | Als speler van Manchester United         | Als speler van Manchester United         |
| ---------------------------------------- | ---------------------------------------- | ---------------------------------------- | ---------------------------------------- | ---------------------------------------- | ---------------------------------------- |
| 1                                        | 26 mei 2014                              | België – Luxemburg                       | 5 – 1                                    | Vriendschappelijk                        | -                                        |
| 2                                        | 7 juni 2014                              | België – Tunesië                         | 1 – 0                                    | Vriendschappelijk                        | -                                        |
| 3                                        | 26 juni 2014                             | Zuid-Korea – België                      | 0 – 1                                    | WK 2014                                  | -                                        |
| 4                                        | 4 september 2014                         | België – Australië                       | 2 – 0                                    | Vriendschappelijk                        | -                                        |
| 5                                        | 12 november 2014                         | België – IJsland                         | 3 – 1                                    | Vriendschappelijk                        | -                                        |
| 6                                        | 16 november 2014                         | België – Wales                           | 0 – 0                                    | EK 2016 kwalificatie                     | -                                        |
| Als speler van Real Sociedad             |                                          |                                          |                                          |                                          |                                          |
| 7                                        | 2 juni 2018                              | België – Portugal                        | 0 – 0                                    | Vriendschappelijk                        | -                                        |
| 8                                        | 6 juni 2018                              | België – Egypte                          | 3 – 0                                    | Vriendschappelijk                        | -                                        |
| 9                                        | 28 juni 2018                             | België – Engeland                        | 1 – 0                                    | WK 2018                                  | 51'                                      |
| 10                                       | 15 november 2018                         | België – IJsland                         | 2 – 0                                    | UEFA Nations League Divisie A            | -                                        |
| 11                                       | 24 maart 2019                            | Cyprus – België                          | 0 – 2                                    | EK 2020 kwalificatie                     | -                                        |
| 12                                       | 6 september 2019                         | San Marino – België                      | 0 – 4                                    | EK 2020 kwalificatie                     | -                                        |
| 13.                                      | 30 maart 2021                            | België – Wit-Rusland                     | 8 – 0                                    | Kwalificatie WK 2022                     | -                                        |
| 14.                                      | 26 maart 2022                            | Ierland – België                         | 2 – 2                                    | Vriendschappelijk                        | -                                        |
| 15.                                      | 29 maart 2022                            | België – Burkina Faso                    | 3 – 0                                    | Vriendschappelijk                        | –                                        |
| Totaal                                   | Totaal                                   | Totaal                                   | Totaal                                   | Totaal                                   | 1                                        |

Bijgewerkt t.e.m. 29 maart 2022

## Erelijst
| Competitie                |                   |                   |                   |                   |
| Competitie                | Aantal            | Jaren             |                   |                   |
| Manchester United         | Manchester United | Manchester United | Manchester United | Manchester United |
| ------------------------- | ----------------- | ----------------- | ----------------- | ----------------- |
| Engels landskampioenschap | 1x                | 2012/13           |                   |                   |
| FA Community Shield       | 1×                | 2013              |                   |                   |
| FA Cup                    | 1x                | 2015/16           |                   |                   |
| Real Sociedad             |                   |                   |                   |                   |
| Copa del Rey              | 1x                | 2019/20           |                   |                   |

| Competitie                  | Winnaar | Winnaar | Runner-up | Runner-up | Derde  | Derde  |
| Competitie                  | Aantal  | Jaren   | Aantal    | Jaren     | Aantal | Jaren  |
| België                      | België  | België  | België    | België    | België | België |
| --------------------------- | ------- | ------- | --------- | --------- | ------ | ------ |
| Wereldkampioenschap voetbal |         |         |           |           | 1x     | 2018   |